# Goeben-Kaserne (Trier)

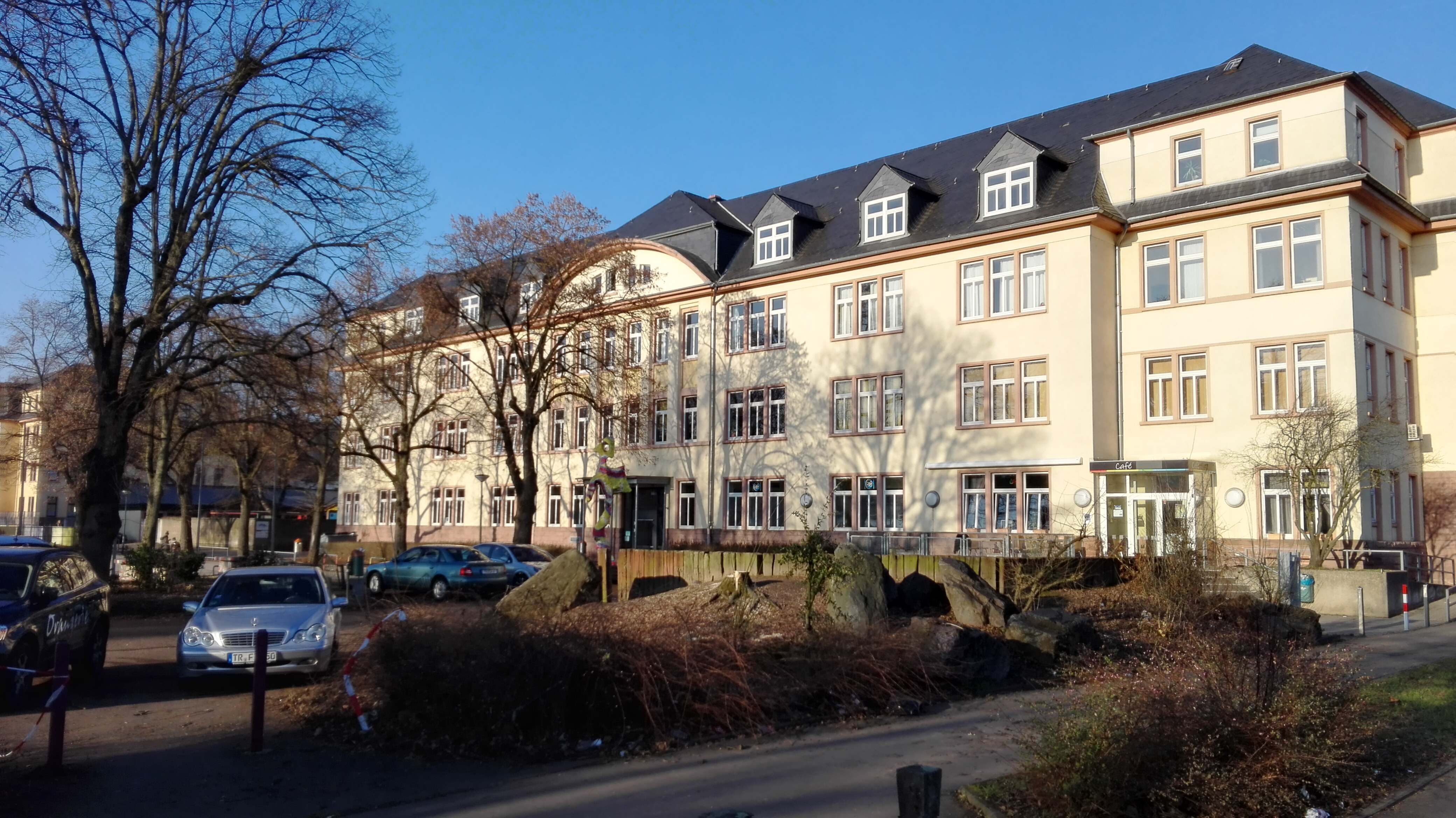
Gebäude der früheren Kaserne, heute Bürgerhaus Trier-Nord

Die Goeben-Kaserne war eine Kaserne in Trier. In zeitgenössischen Stadtplänen und Textquellen wurde sie bisweilen auch (Neue) Göben-Kaserne genannt, mit der Schreibung „ö“ statt „oe“ und obwohl keine „alte“ Goeben-Kaserne in Trier existierte. Der Bau des Gebäudekomplexes wurde 1907 begonnen, 1912 fertiggestellt und nach dem preußischen General August Karl von Goeben benannt. Sie liegt im Stadtteil Trier-Nord zwischen der Thyrsusstraße und der Franz-Georg-Straße, östlich der Ambrosius-Grundschule. 

## Geschichte

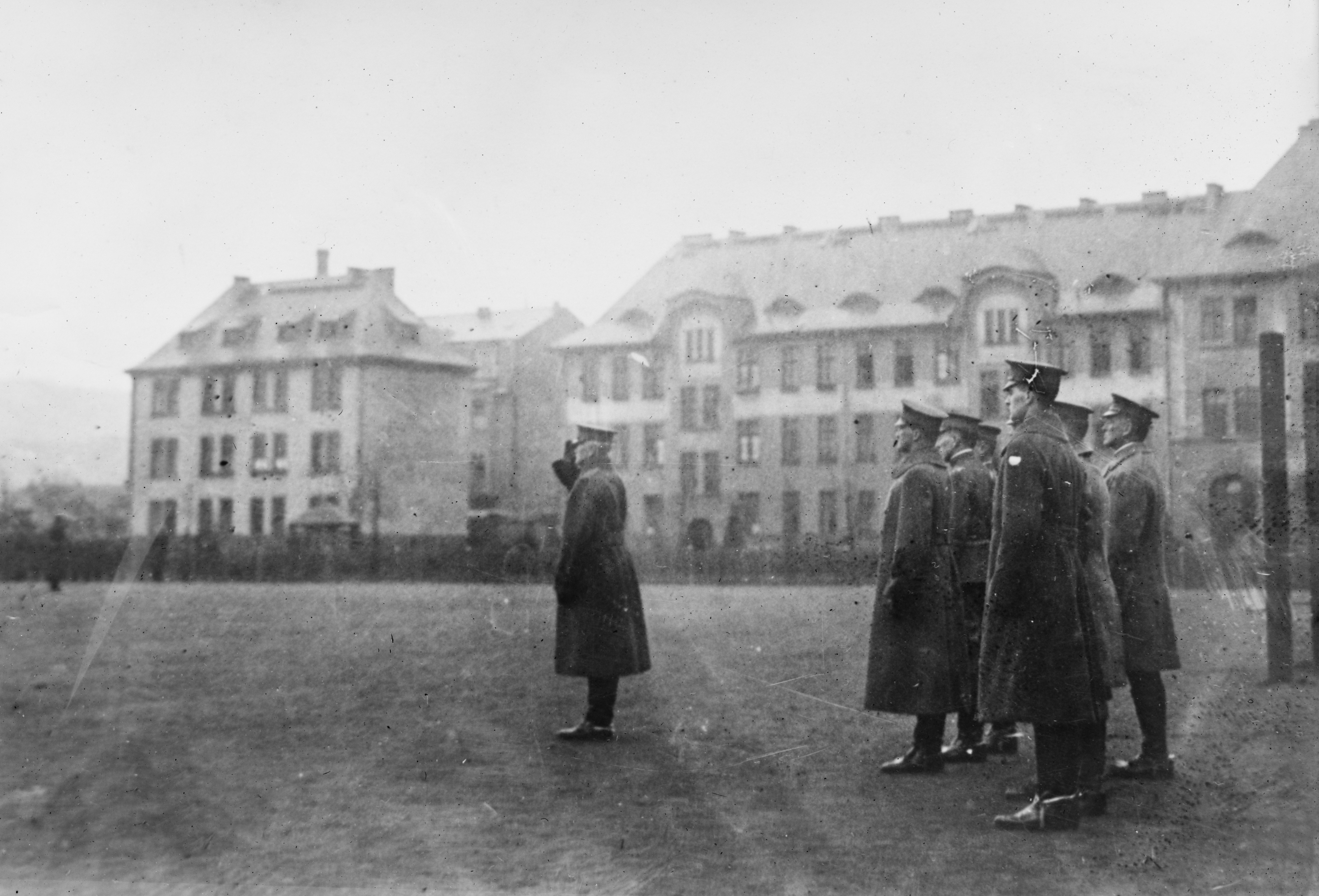
John J. Pershing in der Goeben-Kaserne am 13. März 1919

In der Goeben-Kaserne waren ab dem 1. Oktober 1912 das II. Bataillon und die MG-Kompanie des 7. Rheinischen Infanterie-Regiments Nr. 69 stationiert. Das I. Bataillon lag in der Palastkaserne, das III. Bataillon in der Agnetenkaserne und das IV. (Halb-)Bataillon in der Meerkatzkaserne (An der Meerkatz), nahe der Konstantinbasilika.
Da Trier während des Ersten Weltkriegs nahe der Westfront lag, wurden dort  mehrere Lazarette eingerichtet, in der Goeben-Kaserne befand sich das Reservelazarett VII. 1918 wurde Trier zunächst durch US-amerikanische Truppen besetzt, und die Kaserne ab dem 1. Dezember 1918 durch diese belegt. Der Kommandierende General des US-amerikanischen Expeditionskorps in Europa (Commanding General, American Expeditionary Forces, Europe), General John J. Pershing, sprach dort zu den Soldaten. Später übernahm das französische Militär die Anlage und unterteilte sie in zwei Kasernen: das „Quartier du Vieil Armand“ (nach dem hart umkämpften Gebiet um den Hartmannswillerkopf, eine strategisch exponiert liegende Erhebung in den Vogesen) und das „Quartier Bouchavesnes“ (nach einer Ortschaft, die während der Sommeschlacht total zerstört wurde). In diesem Bereich soll es noch eine weitere französische Kaserne mit dem Namen „Quartier Chateau Thierry“ (nach dem Gefecht von Château-Thierry) gegeben haben, was aber nicht genauer belegt werden kann. In den 1930er Jahren wurden die militärischen Gebäude zu Wohneinheiten umgebaut, in den großen Innenhöfen errichtete man dabei zusätzliche Gebäude. Dadurch entstanden die beiden Straßen „Am Beutelweg“ und „Ambrosiusstraße“. Seit 1993 befindet sich dort die Kindertagesstätte St. Ambrosius, die sich aktuell „KiTa gGmbH Trier Katholische Kindertageseinrichtung St. Ambrosius“ nennt. Die ehemalige Exerzierhalle der Kaserne wurde nach dem Zweiten Weltkrieg zur Pfarrkirche St. Ambrosius umgebaut.

## Stationierte französische Einheiten
| Langtext                                            | Abkürzung | am Standort                           | Kaserne                         |
| --------------------------------------------------- | --------- | ------------------------------------- | ------------------------------- |
| 4° mixte Zouaves et Tirailleurs EM et CHR           |           | 11. August 1919 bis 3. September 1919 | Bezeichnet als Goeben-Kaserne 1 |
| 4° mixte Zouaves et Tirailleurs 7° Bataillon        |           | 11. August 1919 bis 3. September 1919 | Bezeichnet als Goeben-Kaserne 1 |
| 4° mixte Zouaves et Tirailleurs 6° Bataillon        |           | 11. August 1919 bis 3. September 1919 | Bezeichnet als Goeben-Kaserne 2 |
| 12° Bataillon de Chasseurs Alpins                   | 12° BCA   | 12. August 1919 bis 31. Dezember 1928 | Quartier Bouchavesnes           |
| 12° Régiment de Cuirassiers 12°                     | CUIR      | 12. August 1919 bis 31. Dezember 1928 | Quartier Bouchavesnes           |
| 14° Bataillon de Chasseurs Alpins                   | 14° BCA   | 12. August 1919 bis 31. Dezember 1928 | Quartier du Vieil Armand        |
| 31° Section de Commis et Ouvriers d'Administration  | SCOA 31   | 10. August 1919 bis 1. Juni 1930      | Quartier Château-Thierry        |
| Magasin Central des Coopératives de l'Armée du Rhin |           | 10. August 1919 bis 1. Juni 1930      | Quartier Château-Thierry        |